# Демерташ Віктор Костянтинович
Віктор Костянтинович Демерташ (15 червня 1947 — 25 грудня 2019, Київ) — радянський й український актор. Заслужений артист України (2008). Народний артист України (2017)

## Життєпис
Народився 15 червня 1947 року у Києві у родині робітника.
У 1972 році закінчив Всесоюзний державний інститут кінематографії (курс В. Бєлокурова) у Москві.
Першу роль у кіно Віктор Демерташ зіграв на «Таджикфільм» у картині «Канікули в раю». Всього ж Віктор Демерташ знявся у понад 100 картинах.
Був членом Національної спілки кінематографістів України.
Помер 25 грудня 2019 року у Києві.

## Фільмографія
- 1973 «Як гартувалась сталь» — епізодична роль
- 1973 «Багато галасу з нічого» — Клаудіо
- 1973 «Повість про жінку»
- 1973 «Стара фортеця» — комісар Сергушин
- 1974 «Яка у вас посмішка» — радіомонтажник
- 1974 «Відповідна міра»
- 1974 «Юркові світанки» — член комсомольского бюро
- 1975 «Марина» — Михай
- 1975 «Весна двадцять дев'ятого» — американець
- 1975 «Капітан Немо» — Франсуа
- 1975 «Переходимо до кохання» — Віктор
- 1976 «Бути братом» — рабітник
- 1977 «Гармонія» — гість на вечірці
- 1977 «Єралашний рейс» — епізодична роль
- 1977 «За п'ять секунд до катастрофи» — Слава
- 1977 «Перед екзаменом» — епізодична роль[3]
- 1977 «Нісінітниця» — актор в костюмі гусара
- 1977 «Талант» — секретар Подрайського
- 1978 «За все у відповіді» — Куниця
- 1978 «Спокута чужих гріхів» — епізодична роль
- 1978 «Підпільний обком діє» — Яків
- 1979 «Дощ у чужому місті» — епізодична роль
- 1979 «Розколоте небо» — Григорьев
- 1980 «Лісова пісня. Мавка» — Куц, чортик-боровчук
- 1981 «Перед закритими дверима» — Фарид
- 1981 «Додатковий слід» — Якубов
- 1981 «Старі листи» — епізодична роль
- 1982 «Тут тебе не зустріне рай» — епізодична роль
- 1983 «Легенда про княгиню Ольгу» — князь Мал
- 1984 «Одиниця „з обманом“» — тренер
- 1984 «Вантаж без маркування» — епізодична роль
- 1984 «Два гусари» — епізодична роль
- 1986 «Звинувачується весілля» — епізодична роль
- 1986 «Капітан „Пілігрима“ — епізодична роль
- 1987 «Данило — князь Галицький» — епізодична роль
- 1987 «Інше життя» — епізодична роль
- 1987 «Моя дорога» — епізодична роль
- 1987 «Солом'яні дзвони» — фотокор
- 1988 «Дама з папугою» — епізодична роль
- 1989 «Зелений вогонь кози» — епізодична роль
- 1989 «Храм повітря» — епізодична роль
- 1990 «Лебедине озеро. Зона» — сторож-прапор
- 1990 «Дикий пляж» — лейтенант мілиції
- 1990 «Допінг для янголів» — епізодична роль
- 1991 «Із житія Остапа Вишні» — епізодична роль
- 1991 «Не будіть сплячого собаку» — епізодична роль
- 1991 «Одіссея капітана Блада» — Каузак, помічник Лавасера
- 1992 «Фатальні діаманти» — епізодична роль
- 1992-1997  «Тарас Шевченко. Заповіт» — цензор
- 1992 «Духи аду» — епізодична роль
- 1992 «Для домашнього огнища» — Давид Штернберг
- 1992 «Серця трьох» — поліціянт
- 1993 «Серця трьох 2» — поліціянт
- 1994 «Викуп» — епізодична роль
- 1996 «Дезертир» — епізодична роль
- 1996 «Роксолана. Настуня» — Ібрагім
- 1997 «Роксолана. Улюблена дружина халіфа» — Ібрагім
- 2002 «Молитва за гетьмана Мазепу» — Кочубей
- 2004 «П'ять зірок» — епізодична роль
- 2004 «Російські ліки» — епізодична роль
- 2005 «Новий російський романс» — МакКормик
- 2005 «Розлучення та дівоче прізвище» — епізодична роль
- 2005 «Навіжена» — доповідач в НДІ
- 2005 «Повернення Мухтара» — наркоторговець
- 2006 «Пригоди Вєрки Сердючки» — міліціонер
- 2009 «Лабіринти брехні» — професор
- 2010 «Хай говорят» — епізодична роль
- 2011 «Ліки для бабусі» — начальник служби охорони
- 2011 «Медове кохання» — епізодична роль
- 2012 «Синевир» — міліціонер
- 2013 «Нюхач» — генерал-майор
- 2013 «Брати. Остання сповідь» — старий Станіслав[4]
- 2014 «Фотограф» (Польща) — начальник гарнізону
- 2015 «Пес» — Бутон
- 2016 «Чунгул» — Сорока[5]